# LightStorage
LightStorage  — пошуковий двигун, на якому працює пошукова система LookForMp3.net [Архівовано 30 липня 2010 у Wayback Machine.].
Двигун індексує сторінки Інтернет у пошуках музичних файлів формату mp3 та заносить цю інформацію до своєї бази даних.

## Кількість інформації
Зараз у базі LightStorage налічується більше одного мільйона записів, що дозволяє виконувати пошук багатьох виконавців та груп. Системі відомі як зарубіжні, так і українські чи російські виконавці та групи.

## Пошук
Пошук виконується за ім'ям артиста та/або пісні. Після запиту на пошук система виводить список файлів, що відповідають запиту.
Для швидкого ознайомлення під кожним лінком на файл є:
- кнопка «play», яка дозволяє прослухати файл (впевнитись у потрібній версії пісні і/або якості),
- кнопка для отримання коду плеєра для вставки у блоги та спільноти та
- кнопка для переходу на сторінку сервісу програвання mp3 музики playmp3.org.ua для подальшого вибору зовнішнього вигляду плеєра.

## Правовласникам
Усі матеріали, які видає пошукова машина на сайті Lookformp3.net [Архівовано 30 липня 2010 у Wayback Machine.], надані для попереднього ознайомлення.
Переходячи за посиланням і скачуючи контент, пам'ятайте, що у нього є правовласник.
Усі матеріали надаються безкоштовно для особистого ознайомлення і після перегляду Вами підлягають негайному видаленню.
На сайті Lookformp3.net [Архівовано 30 липня 2010 у Wayback Machine.] не розміщено жодного аудіо / mp3 файлу, який представлений в результатах пошукової видачі. Усі посилання знайдено у вільному й легкодоступному місці — Інтернет. Уся правова / кримінальна відповідальність лежить на джерелах (сайтах-власниках контенту).